# Сулейманлы, Айдын Эльшан оглы
Айдын Эльшан оглы Сулейманлы (азерб. Süleymanlı Aydın Elşən oğlu; род. 22 марта 2005, Баку) — азербайджанский шахматист, международный мастер (2019), гроссмейстер (2021).

## Карьера
Победитель юношеского чемпионата мира 2019 года в категории до 14 лет. В том же году в составе азербайджанской команды стал победителем Всемирной шахматной олимпиады среди игроков в возрасте до 16 лет.
В 2020 году стал победителем турнира «А» 18-го международного шахматного фестиваля «Аэрофлот Опен».
Чемпион Азербайджана по блицу 2022 года.
Участник ряда крупных международных соревнований: 19-го чемпионата Европы (2018) в Батуми, чемпионата мира по рапиду и блицу (2019) в Москве, онлайн-олимпиады ФИДЕ 2020 года.
Чемпион Азербайджана по шахматам 2024 года.

## Изменения рейтинга
| Графики недоступны из-за технических проблем. См. информацию на Фабрикаторе и на mediawiki.org. |